# 朴勇進

朴勇進（Pak Yong-Jin，1989年1月29日—），朝鲜足球运动员。入选过朝鮮國家奧運足球隊和朝鲜国家足球队。現在效力於朝鮮足球聯賽球會鯉明水體育團。
他曾經代表朝鮮國家足球隊參加2008年東亞足球錦標賽預賽（第二圏），但沒有在賽事中上陣，後來參與了2010年亞足聯挑戰盃，在決賽對土庫曼國家足球隊中以1比1打和並以互射點球方式分出勝負，其負責射入第四球點球，最後以5比4擊敗土庫曼國家足球隊而獲得冠軍。
另外，他代表了朝鮮國家奧運足球隊參加了2009年東亞運動會，在對日本國家奧運足球隊的賽事中上陣，最後獲得第四名。之後，參加了2010年亞洲運動會，但沒有在賽事中上陣。

## 榮譽

### 國家隊
朝鮮
- 亞足聯挑戰盃冠軍：2010年；